# Вітторія Черетті
Вітторія Черетті (італ. Vittoria Ceretti, нар. 7 червня 1998) — італійська модель. Стала відомою у 2012 році під час конкурсу Elite Model Look Model. Одна з «нових облич» покоління.

## Ранній життєпис
Черетті народилася в Брешії, Італія, в 1998 році в сім'ї Джузеппе Черетті, власника компанії з виробництва покриттів підлоги, та Франчески (до шлюбу Лаццарі), домогосподарки. У 14-річному віці Вітторія взяла участь у конкурсі Elite Model Look в Італії, де увійшла до фіналу.

## Кар'єра

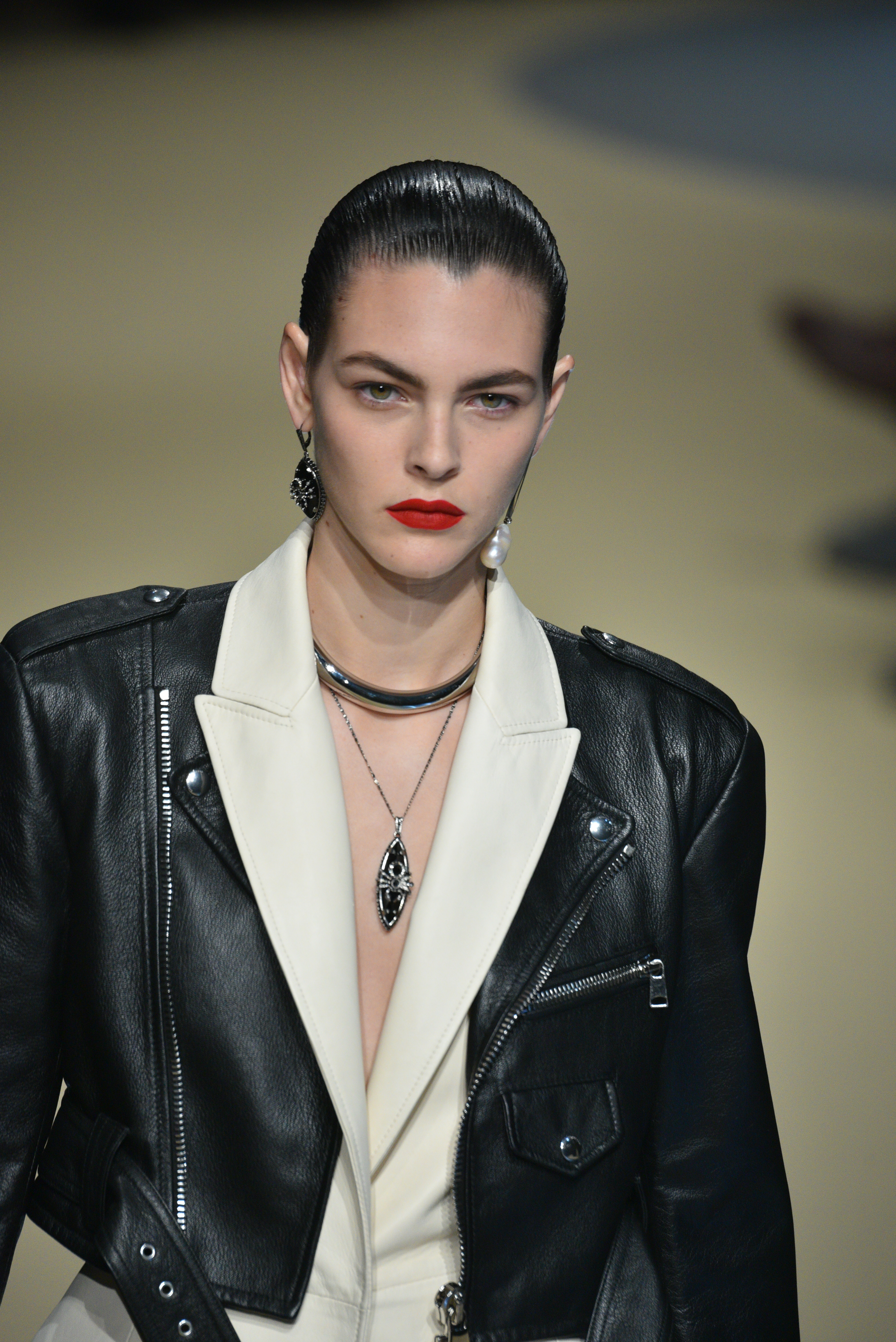
Вітторія Черетті на подіумі для Alexander McQueen у 2018 році

Черетті дебютувала на подіумі в італійському місті Мілан для дизайнерки Крістіни Ті. Відтоді була моделлю для Max Mara, Chloé, Paco Rabanne, Alexander McQueen, DKNY, Lanvin, Ральф Лорен, Олександр Ван, Джейсон Ву, Celine, Loewe, Jacquemus, Salvatore Ferragamo, Anna Sui, Hugo Boss, Dolce & Gabbana, Armani, Prada, Proenza Schouler, JW Anderson, Moschino, Fendi, Valentino, Roberto Cavalli, Versace, Missoni, Louis Vuitton, Burberry, Chanel, Christian Dior, Miu Miu, Givenchy, Alberta Ferretti, Марк Джейкобс, Michael Kors, Bottega Veneta, Том Форд, Tommy Hilfiger, Versace та Yves Saint Laurent.
Черетті з'являлася на обкладинках Vogue, Vogue Italia, Vogue Paris, Vogue Japan, Vogue Germany, Vogue Spain, British Vogue, Vogue Korea, Vogue China, Harper's Bazaar, Elle, Glamour, Grazia, IO Donna тощо. Черетті була однією з семи моделей на обкладинці випуску Vogue за березень 2017 року, присвяченого 125-річчю журналу.
За версією Vogue Italia, Вітторія Черетті стала найбільш вишуканою моделлю 2018 року на їх вебсайті.
У 2021 році Черетті була однією зі співведучих Фестивалю Санремо 2021.

## Особисте життя
В інтерв'ю Vogue Paris Черетті зазначила, що вивчала б або акторську майстерність, або психологію, якби не почала кар'єру моделі.
Одружилася з італійським діджеєм Маттео Міллері 1 червня 2020 року на Ібіці в Іспанії.

## Вікторія Черетті і Україна
Після початку повномасштабного вторгнення в Україну в 2022 році Вітторія висловилася через соцмережу про приєднання до ініціативи спрямувати частину власних доходів від тижня моди пожертвою на підтримку українських організацій. Протягом багатьох тижнів вона регулярно робила публікації на підтримку України та навіть неодноразово ходила на проукраїнські мітинги[джерело?].
У листопаді 2024 знялася у рекламі Chanel  під українську пісню Щедрик.